# Зуєвський (Новосибірська область)
Зуєвський (рос. Зуевский) — селище у Краснозерському районі Новосибірської області Російської Федерації.
Входить до складу муніципального утворення Орехово-Логовська сільрада. Населення становить 99 осіб (2010).

## Історія
Згідно із законом від 2 червня 2004 року органом місцевого самоврядування є Орехово-Логовська сільрада.

## Населення
| 2002 | 2007 | 2010 |
| ---- | ---- | ---- |
| 134  | ↗143 | ↘99  |